# Spermophora deelemanae
Spermophora deelemanae là một loài nhện trong họ Pholcidae. Loài này có ở Ambon.